# Sauris interruptata
Sauris interruptata är en fjärilsart som beskrevs av Moore 1888. Sauris interruptata ingår i släktet Sauris och familjen mätare. Inga underarter finns listade.